# Eparchie Alexandria
Die Eparchie Alexandria (lateinisch Eparchia Alexandrina Coptorum) ist eine Eparchie der mit der römisch-katholischen Kirche unierten koptisch-katholischen Kirche mit Sitz in Alexandria in Ägypten.

## Geschichte
Es wurde am 26. November 1895 gegründet. Am 17. Dezember 1982 verlor es einen Teil seines Territoriums an die Eparchie Ismayliah und am 21. März 2003 einen weiteren Teil an die Eparchie Gizeh.

## Bischöfe von Alexandria
- Cyrille Macaire (15. März 1895–19. Juni 1899) (Apostolischer Administrator)
- Kyrillos II. Macaire (19. Juni 1899–30. Mai 1908)
- Maximos Sedfaoui (1908–13. Januar 1927) (Apostolischer Administrator)
- Marc Khouzam (Markos II.) (30. Dezember 1927–10. August 1947) (Apostolischer Administrator)
- Markos II. Khouzam (10. August 1947–2. Februar 1958)
- Stephanos I. Sidarouss CM (10. Mai 1958–24. Mai 1986)
- Stephanos II. Ghattas CM (9. Juni 1986–27. März 2006)
- Antonios Naguib (30. März 2006–18. Januar 2013)
- Ibrahim Isaac Sidrak (seit 18. Januar 2013)

## Statistik
| Jahr | Bevölkerung | Bevölkerung | Bevölkerung | Priester     | Priester         | Priester       | Priester               | Ständige Diakone | Ordensleute  | Ordensleute      | Pfarreien |
| Jahr | Katholiken  | Einwohner   | %           | Gesamtanzahl | Diözesanpriester | Ordenspriester | Katholiken je Priester | Ständige Diakone | Ordensbrüder | Ordensschwestern |           |
| ---- | ----------- | ----------- | ----------- | ------------ | ---------------- | -------------- | ---------------------- | ---------------- | ------------ | ---------------- | --------- |
| 1950 | 16.000      | 10.000.000  | 0,2         | 18           | 18               |                | 888                    |                  |              | 22               | 13        |
| 1969 | 30.000      | ?           | ?           | 70           | 40               | 30             | 428                    |                  | 32           | 55               | 27        |
| 1980 | 50.000      | ?           | ?           | 47           | 47               |                | 1.063                  |                  | 28           | 118              | 32        |
| 1990 | 80.000      | ?           | ?           | 78           | 48               | 30             | 1.025                  | 2                | 51           | 190              | 43        |
| 1999 | 88.000      | ?           | ?           | 110          | 51               | 59             | 800                    |                  | 94           | 175              | 48        |
| 2000 | 90.000      | ?           | ?           | 119          | 54               | 65             | 756                    |                  | 96           | 280              | 49        |
| 2001 | 91.500      | ?           | ?           | 120          | 50               | 70             | 762                    |                  | 104          | 285              | 48        |
| 2002 | 95.000      | ?           | ?           | 146          | 51               | 95             | 650                    |                  | 130          | 270              | 43        |
| 2003 | 120.000     | ?           | ?           | 158          | 52               | 106            | 759                    |                  | 141          | 225              | 40        |
| 2004 | 130.000     | ?           | ?           | 155          | 46               | 109            | 838                    |                  | 136          | 230              | 40        |
| 2006 | 27.377      | ?           | ?           | 69           | 47               | 22             | 396                    |                  | 58           | 125              | 36        |
| 2009 | 28.345      | ?           | ?           | 66           | 42               | 24             | 429                    |                  | 61           | 131              | 32        |
| 2012 | 30.405      | ?           | ?           | 73           | 41               | 32             | 493                    |                  | 65           | 144              | 31        |